# Den Danske Designpris
Den Danske Designpris blev etableret i 2000 ved en sammenlægning af IG Prisen og ID Prisen og gives til dansk design. Prisen uddeles hvert år i Dansk Design Center, af en jury bestående af medlemmer fra Designrådet (det tidl. Dansk Designråd) til danske produkter, der udmærker sig specielt ved industrielt og/eller grafisk design.
Efter en kort pause, da der ikke blev uddelt priser i 2005 og 2006, blev designpriserne uddelt for 40. gang i 2007.
I 2007 fik Den Danske Designpris en ny søsterpris, Designmatters Prisen. Prisen gives til en mindre eller mellemstor virksomhed der har satset bevidst på design, og hvor resultatet kan aflæses på bundlinien. Den første vinder af Designmatters Prisen var belysningsvirksomheden Lightyears.

## Prismodtagere
Listen nedenfor er et udvalg af de mange produkter der har modtaget Den Danske Designpris.
- 2001: Designprogram til Danske Bank koncernen. Designet af Kontrapunkt.
- 2002: Skriften FF Signa. Designet af Ole Søndergaard (Ole Søndergaard ApS).
- 2003: ICE-stolen. Designet af Kasper Salto for Fritz Hansen.
- 2004: SE1 SEV Spildevandspumper. Design: CBD, Henrik Jeppesen, Trine Mervig. Virksomhed: Grundfos, Tom Jæger, Jens K Schulz, Jan Riis Bovbjerg.
- 2008: Visuel Identitet til SuperBest. Designet af Scandinavian DesignLab
- 2011: AIAIAI Tracks hovedtelefon. Designet af Kilo Design.